# Lombeek-Sainte-Catherine
 Lombeek-Sainte-Catherine, (Sint-Katherina-Lombeek en néerlandais), est une section de la commune belge de Ternat située en Région flamande dans la province du Brabant flamand. C'était une commune à part entière avant la fusion des communes de 1977.

## Démographie

### Évolution démographique
- Sources : INS, Rem. : 1831 jusqu'en 1970 = recensements, 1976 = nombre d'habitants au 31 décembre[3].

## Histoire
Lombeek-Sainte-Catherine fut mentionnée pour la première fois en 1222 sous le nom de Lumbeka; pendant un temps, celle-ci faisait partie de la paroisse Wambeek, dans le domaine de Nivelles, Duché de Brabant.
Après la suppression de la seigneurie Ternat ou Cruykenbourg par les Français à la fin du XVIIIe siècle, Lombeek-Sainte-Catherine est devenue une municipalité séparée, qui en 1976 a de nouveau été fusionnée avec Ternat et Wambeek.
Les fermes carrées du Brabant Hof ten Berg  et Hof van Lombeek  datent du XVIIIe siècle. La première ferme était connectée était le moulin à eau de l'étang Ten Berg. Avant l'entrée de la deuxième ferme se trouvait le petit château de Lombeek jusqu'au XVIIe siècle. Le seigneur Jan van Lombeke a combattu dans la bataille de Worringen en 1288 avec le duc Jean Ier de Brabant. Derrière l'église Sainte-Catherine se trouve le vieux presbytère.
Jusqu'à la fin du XVIIIe siècle, une grande partie de Lombeek était encore boisée, comme en témoigne le nom du hameau Den Bos (« le bois » en néerlandais). La plus grande forêt était le bois d'Overalphen (Bosch van Overalphen), dont la plus grande partie formait le bois du Duc (Hertogenbosch') et la plus petite le bois d'Affligem (Affligembosch).
La gare d'Essene-Lombeek est construite en 1869 et accélère le défrichement de la région, tout comme le développement des hameaux de Essene-Winkel ou d'Essene-Hoek. Après la Première Guerre mondiale, la dernière grande partie du Hertogenbosch a été déboisée et la Nieuwbaan, rue principale du hameau de Den Bos, a été créée. À la fin du XXe siècle, le gouvernement a reboisé une petite partie du bois du Duc, qui est aujourd'hui appelé par les habitants Hertigembos.

## Personnalités de cette commune
- Baron Émile van Dievoet, ministre de la Justice.
- Famille van Dievoet